# Монтгомери, Арнульф
Арну́льф де Монтго́мери (англ. Arnulf of Montgomery, фр. Arnulf de Montgomery; около 1066 — 1118/1122) — англонормандский аристократ, граф Пембрук в 1093—1102 годах, феодальный барон в Холдернесса в конце 1090-х — 1102 годах, сын Роджера II де Монтгомери, 1-го графа Шрусбери, и Мабель де Беллем, активный участник борьбы за подчинение юго-западного Уэльса. Хотя он и был младшим сыном, Арнульфу ещё при жизни отца удалось отвоевать для себя земли в Пембрукшире (Юго-Западный Уэльс), где он построил замок Пембрук. Имеются доказательства, что король Вильгельм II Рыжий присвоил ему графский титул. Позже Арнульф получил ещё земли в Холдернессе и Линкольншире. Хотя Арнульф рассчитывал после смерти бездетного брата Гуго де Монтгомери, 2-го графа Шрусбери, получить его владения, король передал их старшему из братьев Монтгомери — Роберту де Беллему.
В 1102 году Арнульф из-за участия в восстании Роберта де Беллема против короля Генриха I был изгнан из Англии, а его владения были конфискованы. Хотя ему удалось позже примириться с королём, земли назад он так и не получил. В 1110-х годах Арнульф оказался при дворе графа Анжу Фулька V. В этот период он часто путешествовал, возможно, выполняя различные дипломатические поручения.
Арнульф был женат на ирландской принцессе, но утвердиться посредством брака в Ирландии ему не удалось. Наличие детей, которые, возможно, родились в этом браке, является предметом дискуссий. К Арнульфу пытались выводить своё происхождение шотландский клан Монтгомери и валлийский род Кэрью, однако доказательств этого не существует.

## Происхождение
Арнульф происходил из нормандского рода Монтгомери, имевшего владения в Нормандии. По мнению Кэтлин Томпсон, Монтгомери были либо потомками первых скандинавов, селившихся в Центральной Нормандии, которые не зависели от Руанского анклава, не имея связей с герцогской семьёй, либо они могли поселиться в холмах Монтгомери, которые было легче оборонять, прибыв сюда во время переселения норманнов на запад в середине X века. Центром их владений был Монтгомери (современные коммуны Сен-Жермен-де-Монгомри и Сент-Фуа-де-Монгомри в французском департаменте Кальвадос). Кроме того, представители находились в родстве с герцогами Нормандии. Первым достоверно известным представителем рода был Роджер I де Монтгомери, который во время правления герцога Роберта Дьявола (1027—1035 годы) занимал видное место среди нормандской знати. Он был сеньором Монтгомери, а также виконтом области Иемуа, однако во время анархии (1035—1040-е годы), сопровождавшей несовершеннолетие Вильгельма Завоевателя, попал в опалу и был изгнан из герцогства. Из его 5 сыновей трое погибли в период анархии. Наследником владений оказался третий сын, Роджер II де Монтгомери, который был советником герцога Вильгельма Завоевателя, пользуясь его большим доверием. Благодаря браку с Мабель де Беллем он распространил свою власть на владения Беллемского дома, располагавшиеся как на южной границе Нормандии, так и в Иль-де-Франс и графстве Мэн.
От брака с Мабель де Беллем у Роджера II родилось 6 сыновей и 4 дочери. Старший из сыновей, Роджер, умер ребёнком. Арнульф был самым младшим из сыновей, родившихся в этом браке.

## Ранняя карьера
Арнульф, вероятно, родился в конце 1060-х годов (возможно, около 1066 года). Поскольку он был младшим сыном в семье, его перспективы унаследовать какие-то земельные владения были достаточно туманными и ему светила жизнь безземельного рыцаря. Однако Арнульф смог избежать подобной карьеры, продемонстрировав те возможности, которые нормандское завоевание Англии и последующее переселение в новое королевство нормандских аристократов открывало даже для младших сыновей. 
Роджер де Монтгомери, отец Арнульфа, не принимал участие в битве при Гастингсе, поскольку был оставлен в Нормандии помогать жене Вильгельма I Завоевателя управлять герцогством в его отсутствие. Но в 1067 году он прибыл в Англию, где получил обширные и богатые владения в 12 графствах, в основном в Шропшире и Западном Суссексе. Позже Роджер получил и титул графа Шрусбери. В Шропшире он создал ряд оборонительных замков на границе с Уэльсом — Шропширскую марку. В дальнейшем он и его сыновья, Гуго и Арнульф, принимали участие в нормандской экспансии в Уэльсе.
Впервые в источниках Арнульф появляется вместе с четырьмя старшими братьями в качестве свидетеля хартии, которую их отец дал около 1079/1082 года аббатству Троарн. В 1088 году Роджер де Монтгомери с некоторыми сыновьями принимал участие в восстании против нового английского короля Вильгельма II Рыжего. Неизвестно, участвовал ли в нём Арнульф и был ли он одним из двух не названных по имени братьев Роберта де Беллема, которые попали в плен после осады королевской армией замка Рочестер. Ни для кого из Монтгомери участие в восстании последствий не имело.
В начале 1090-х годов Арнульф, который к этому времени завоевал репутацию опытного и отважного воина, сражался вместе с братом Роджером в Нормандии, участвуя в войне, которую их старший брат Роберт де Беллем вёл против Гуго де Гранмесниля и некоторых других нормандских феодалов. В 1092 году Арнульф и Роджер вновь поддерживали своего неугомонного брата, который пытался удержать родовое владение Беллем под властью короля Франции Филиппа I, а не Роберта Куртгёза. Но в дальнейшем Арнульф переключился на английские дела.

## Английский землевладелец
В 1093 году нормандцы из Шропшира вторглись в Западный Уэльс, захватив Кередигион и Дивед. В этот же период Арнульф обосновался в Пембрукшире, где в 1093 году построил замок Пембрук. Построенную в замке церковь Святого Николая он подчинил патронируемому его семьёй аббатству Сен-Мартен-де-Се в Южной Нормандии. Ему же Арнульф передал десятину со своих земель, расположенных около Аржантана в Нормандии.
Успехи в Пембрукшире и постройка замка Пембрук стали поворотным моментом в карьере Арнульфа, обеспечившего себя владениями. В дальнейшем Вильгельм II подтвердил ему владение феодальной баронией с центром в Пембруке. Интересы Арнульфа в Уэльсе совпадали с интересами старшего брата Гуго, который в 1094 году унаследовал отцовские владения в Англии с титулом графа Шрусбери. У братьев после смерти отца сложились достаточно близкие отношения. В течение последующих двух лет они объединились, чтобы сделать одновременные пожалования «для поминания душ предков» аббатству Ла-Сов-Мажор, располагавшемуся недалеко от Бордо: Гуго подчинил ему церковь Кватфорда, а Арнульф пожаловал десятину с двух своих поместий в Линкольншире. Не совсем ясно, почему они выбрали настолько далёкое аквитанское аббатство, а не какое-то более близкое. Не исключено, что основавший Ла-Сов Джеральд имел многих последователей среди нормандцев, среди них могли быть и Монтгомери.
Арнульф, судя по всему, пользовался расположением Вильгельма II. После того как провалился заговор Эда Шампанского, желавшего посадить на английский трон своего сына Стефана, его владения в Холдернессе и Линкольншире были конфискованы и переданы именно Монтгомери.
«The Complete Peerage» сообщает, что Арнульф получил графство Пембрук, но сам «по-видимому не был графом». Однако ряд источников называют его с титулом графа. Ордерик Виталий указывает, что Арнульф был графом Холдернесса, однако данная область никогда не была отдельным графством. Дж. Мейсон отмечает, что по сообщению хрониста графские титулы король присвоил Роджеру и Арнульфу, младшим сыновьям Роджера де Монтгомери, графа Шрусбери, по его просьбе и ещё при его жизни. Поскольку Холдернесс Арнульф получил уже после смерти отца, то, по мнению исследователя, тот мог быть наделён только титулом графа Пембрука. Хотя Ллойд считал подобное только предположением, Мейсон указывает, что свидетельств существования у Арнульфа графского титула достаточно много. При этом графство Пембрук, доставшееся ему, было гораздо меньше, чем образованное в 1138 году новое графство, однако оно уже имело очертания будущей администрации: замок Пембрук (хотя и рудиментарный), замковую церковь и зарождающийся город. Как отмечает Мейсон, подобное графство можно сравнить с Нортумберлендом того же времени.
Гуго де Монтгомери активно участвовал в войнах с валлийцами, но в конце июля 1098 года погиб во время очередного похода в Уэльс, не оставив наследников. Хотя Арнульф, очевидно, рассчитывал получить владения и титул брата, английские владения Монтгомери король Вильгельм II Рыжий передал его старшему брату Роберту де Беллему, с которым активно сотрудничал в Нормандии. В то время как Арнульф съездил в аббатство Се, а также основал в память о брате и отце монастырь в Пембруке, Роберт фактически купил отцовские владения, заплатив за них королю 3 тысячи фунтов. В итоге графу Пембруку пришлось сосредоточиться на Уэльсе и Холдернессе, а для удовлетворения своих новых амбиций искать другое место, до которого его ненасытный брат пока не дотянулся.

## Восстание против Генриха I
Около 1095 году Арнульф сделал своего стюарда, Джеральда Виндзорского, кастеляном замка Пембрук. Примерно в это же время тот женился на валлийской княжне Несте верх Рис, благодаря чему Арнульфу через своего подчинённого удалось расширить влияние в Уэльсе. Через него же ему удалось установить контакты с Ирландией.
В 1100 году был убит Вильгельм II, после чего Арнульфу, как и многим другим англо-нормандским аристократам, пришлось делать выбор, кого поддержать: нового английского короля Генриха I или герцога Нормандии Роберта Куртгёза, старого союзника его брата Роберта де Беллема, который, хотя и был главой семьи, при этом помешал унаследовать отцовские владения в Англии. Какое-то время он колебался. 10 марта 1101 года в Дувре Арнульф был одним из поручителей нового английского короля при подписании договора с Фландрией, а также получил от него подтверждение своих пожалований в Пембруке. Но одновременно он послал своего стюарда к королю Ирландии Муирхеартаху Уа Бриайну, потребовав руки одной из его дочерей. Судя по всему, граф рассматривал ирландцев в качестве потенциальных союзников на случай войны, а также пытался через брак распространить своё влияние на Ирландию. В это же время ирландский король получил аналогичное требование от норвежского короля Магнуса III Голоногого, желавшего женить на ирландской принцессе своего сына Сигурда. Столкнувшись с амбициями двух опасных людей, желавших через брак вмешаться в политику его королевства и каждый из которых мог возглавить вторжение в Ирландию, Муйрхертах решил стравить их между собой. В итоге одну из дочерей, Лафракот, он к 1102 году отправил Арнульфу в сопровождении вооружённого флота, а другая примерно в это же время вышла замуж за сына норвежского короля. 
Имея в виду союз с королём Ирландии, Арнульф принимал участие в гражданской войне 1101 года и неудачном восстании Роберта де Беллема против Генриха I 1102 года. Его основным вкладом в мятеж стало опустошение Стаффордшира армией, набранной как из нормандцев, так и из валлийцев; в дальнейшем часть населения была угнана в Уэльс. Этот регион был закреплён Генрихом I за бывшим вассалом Монтгомери Гильомом Пантульфом, изгнанным Робертом де Беллемом, после чего он перешёл на сторону короля. После провала восстания Арнульф сдал замок Пембрук Генриху I, который впоследствии передал его помилованному Джеральду Виндзорскому. Сам Арнульф был изгнан, а все его владения король конфисковал.

## Последние годы
Ордерик Виталий сообщает, что дальнейшие 20 лет жизни Арнульф провёл без определённого места жительства, пребывая вне закона, а его жизнь после изгнания была «бесцельной». Однако современные исследователи сомневаются в точности данной характеристики. Хотя Арнульф часто путешествовал, он неоднократно появляется в источниках после 1102 года. И, несмотря на потерю владений, он сохранил достаточно личного престижа, чтобы продолжать общаться в высшем обществе.
По предположению Виктории Чандлер, главную вину за произошедшее с ним Арнульф возложил на Роберта де Беллема. Уже в 1103 году он отправился в Се, захватил замок Альменеш, главную цитадель Монтгомери в регионе, передав его в руки герцога Нормандии, с которым его старший брат в это время враждовал. В это же время в Ирландию вторглись норвежцы во главе с Магнусом III. Король Муйрхертах призвал на помощь зятя, который отправился на остров с набранными им нормандцами. Объединённые ирландско-нормандские силы смогли разбить норвежцев, а сам король Магнус III был убит. Но планам Арнульфа посредством брака утвердиться в Ирландии свершиться не было суждено. Только через 50 лет графам Пембрука всё же удалось получить себе владения на острове.
Возможно, в качестве благодарности король Ирландии решил помочь своему зятю, написав архиепископу Кентерберийскому Ансельму с просьбой вмешаться в отношения Арнульфа с английским королём. В итоге около 1106—1107 годов Генрих I примирился с изгнанником. В «Житии святого Ансельма» Эдмер сообщает, что вскоре после смерти архиепископа в 1109 году Монтгомери возвращался из Нормандии в Англию, он попал в шторм, продолжавшийся 2 дня. Только после того как Арнульф умолил своих попутчиков помолиться, буря стихла. Как указывает Чандлер, формулировка Эдмера предполагает, что и раньше бывший изгнанник бывал в Англии. Но в любом случае, хотя он был прощён, частью двора Генриха I Арнульф так и не стал, да и владения ему возвращены не были. Не исключено, что в этот же период он ездил в Ирландию, где, по некоторым сведениям, у него родилась дочь Алиса.
В 1110-х годах Арнульф стал частью двора графа Фулька V Анжуйского, засвидетельствовав несколько его хартий. В 1114 году Арнульф находился в Южной Франции и стал свидетелем договора, который его внучатая племянница Филиппа, герцогиня Аквитании, заключила с виконтом Безье Бернаром-Атоном, возможно, в качестве представителя Фулька. К. Томпсон высказывает предположение, что эту поездку в Тулузу Арнульф мог использовать, чтобы продвигать интересы своего племянника — Гильома III Талваса, графа Понтье, сына Роберта де Беллема, устроив его брак с Элией, вдовой умершего в 1112 году Бертрана Тулузского, графа Триполи. Исследовательница считает, что Монтгомери был послан после смерти Бертрана в Тулузу своей семьёй, чтобы договориться о браке племянника с вдовой, а затем, во время пребывания там, мог использовать свои связи на благо Филиппы Тулузской.
К. Томпсон полагает, что постоянные разъезды Арнульфа могли быть следствием его дипломатической деятельности, поскольку источники описывают его как человека большой честности и обладавшего очень высокой репутацией. Он имел огромное влияние при дворе Фулька Анжуйского, на что указывают события 1118 года, когда горожане Алансона, который когда-то был главным оплотом Беллемского дома, восстали против короля Генриха I и его представителя, племянника Стефана, графа Мортена (будущего короля). Недовольные управлением Стефана и желая восстановить свои свободы, они просили Арнульфа передать послание графу Анжу. В результате в этом же году Фульк решил выступить на помощь алансонцам. В результате его армия нанесла поражение объединённой англо-нормандской армии в важном, хотя и плохо задокументированном сражении под Алансоном, ставшем самой крупной военной неудачей за всё время правления Генриха I. Источники не сообщают об участии в битве самого Арнульфа, но не исключено, что он и его родственники были ответственны в восстании, вспыхнувшем в это же время на ранее принадлежавших его предкам землях в Центральной Нормандии. Оно способствовало поражению английского короля. Хотя Генрих I и отказался выпустить из заключения Роберта де Беллема, он в июне 1119 года передал большую часть бывших земель Монтгомери и Беллемов его сыну Гильому Талвасу. В итоге Арнульф сыграл ведущую роль в восстановлении благосостояния своей семьи.
После 1118 года известий об Арнульфе не сохранилось. Ордерик Виталий рассказал об его смерти причудливую историю, которая, по мнению современных исследователей, была выдумана. В 1122 году монахини родового аббатства Монтгомери Альменеш почтили память графа Роджера, его жены Мабели и сыновей Филиппа и Арнульфа. Соответственно, последний умер между 1118 и 1122 годами.

## Семья и дети
Жена: с 1102 года Лафракот Уа Бриайн (О’Брайен) (Лафрокат Мюнстерская), дочь верховного короля Ирландии (Мюнстера) Муирхеартаха Уа-Бриаина.
Сведения о том, было ли потомство в этом браке, достаточно противоречивы. По некоторым сведениям, в этом браке родилась дочь Алиса де Монтгомери, которая, возможно, вышла замуж за Мориса Фиц-Джеральда, сына стюарда Арнульфа. Потомками этого брака был род Фицджеральдов.
«Europäische Stammtafeln» указывает, что у Арнульфа был сын Роберт. В некоторых источниках Роберт показан не сыном, а внуком Арнульфа и он отождествлялся с родоначальником шотландского клана Монтгомери, хотя никаких доказательств подобной связи не существует; вероятнее, что именование клана происходит от названия замка Монтгомери в Шропшире
Кроме того, от Арнульфа пытались вывести своё происхождение представители валлийского рода Кэрью.